# Martin MO
Le Martin MO est un hydravion à flotteurs d'observation militaire conçu et réalisé aux États-Unis dans les années 1920 pour les besoins de l'US Navy.

## Historique

### Développement
En février 1922 les responsables de l'avionneur Martin firent appel à l'ingénieur allemand Georg Hans Madelung afin qu'il les aide à développer un nouveau type d'hydravion militaire doté d'un fuselage en métal. Madelung s'inspira de ses travaux sur le Junkers F 13 et conçut donc le Martin type 57.
L'assemblage final du prototype fut réalisé à la fin de l'année 1922. Le premier vol de l'aéronef eut lieu en décembre de la même année, soit moins d'un an après le lancement du programme. Rapidement l'US Navy passa commande pour 36 exemplaires de série identiques à ce prototype qu'elle désigna Martin MO.

### En service
L'US Navy accepta au service ses premiers Martin MO-1 le 21 février 1923. Ils furent intégrés au sein de l'escadrille VO-2 basé sur le terrain d'aviation militaire de Langley en Virginie. Ils demeurèrent tout leur service dans cette unité.
Les Martin MO-1 étaient pourtant destinés à être embarqués à bord des cuirassés américains, installés sur une plateforme à la poupe. Ils servaient comme hydravion d'observation et de reconnaissance diurne.
Les derniers Martin MO-1 furent retirés du service en mars 1926 et non remplacés. L'US Navy fut le seul utilisateur de cet appareil.

## Aspects techniques

### Description
Le Martin MO se présente sous la forme d'un hydravion à flotteurs monoplan à aile haute dont le fuselage est intégralement construit en métal. Ses ailes et ses flotteurs sont eux de construction mixte, métal, bois entoilé, et contreplaqué. La propulsion de l'appareil est assurée par un moteur à douze cylindres en V Curtiss D-12 d'une puissance de 375 chevaux entraînant une hélice bipale en bois. Les trois membres d'équipage prennent quant à eux place dans un cockpit à l'air libre. Le seul armement de bord est une mitrailleuse mobile défensive de calibre 7,62 mm installée à l'arrière du fuselage et servie par l'observateur.

### Versions
- Martin type 57 : Désignation donnée à l'hydravion par son constructeur.
- Martin MO : Désignation donnée au prototype de l'hydravion par l'US Navy.
  - Martin MO-1 : Désignation donnée aux 36 exemplaires de série de l'hydravion par l'US Navy.